# Deathlike Silence Productions
Deathlike Silence Productions (DSP) — незалежний лейбл звукозапису, заснований в Осло (Норвегія) в кінці 80-х років. Перша назва лейблу була Posercorpse Music, за одноіменною назвою з книги Lords of Chaos. Студію фінансували учасники «Mayhem», хоча вона ніколи не реєструвалась як компанія. На лейблі записувались переважно альбоми блек-метал-гуртів. Це був перший незалежний лейбл такого плану. Лейбл був заснований Остейном Ошетом (відомим під псевдонімом Євронімус). Назва взята з пісні «Deathlike Silence» групи Sodom (з їхнього альбому 1986 року, Obsessed by Cruelty). Спочатку, на лейблі записувалися тільки норвезькі гурти, однак пізніше на ньому записувалася і шведська група Abruptum і японська Sigh. Лейбл припинив свою роботу після смерті Євронімуса в 1993 році. Згодом, лейбл Voices Of Wonder Records починає займатися реалізацією багатьох видань DSL.
До смерті Євронімуса лейбл готував до видавництва альбоми таких команд, як Mysticum («Serpent Mysticism» потім видано на лейблі Full Moon Productions у 1996) та Monumentum (In Absentia Christi пізніше видав лейбл Misanthropy Records у 1996 році). Також багато релізів планували видати на лейблі такі гурти, як Abruptum, Burzum, Deathchamber, Emperor, Hades, Incarnator та багато інших.

## Альбоми, видані на лейблі
- Merciless — The Awakening (1989)
- Burzum — Burzum (1992)
- Mayhem — Deathcrush (1993; перевидання оригінального альбому 1987 року випуску)
- Abruptum — Obscuritatem Advoco Amplectére Me (1993)
- Burzum — Aske (1993)
- Sigh — Scorn Defeat (1993)
- Mayhem — De Mysteriis Dom Sathanas (1994)
- Enslaved — Vikingligr Veldi (1994)
- Abruptum — In Umbra Malitiae Ambulabo, In Aeternum In Triumpho Tenebraum (1994)